# 吉布斯伯勒 (新澤西州)
吉布斯伯勒（英語：Gibbsboro）是位於美國新澤西州康登縣的自治市鎮。

## 人口
根據2020年美國人口普查的數據，吉布斯伯勒的面積為5.69平方千米，當中陸地面積為5.57平方千米，而水域面積為0.11平方千米。當地共有人口2189人，而人口密度為每平方千米385人。